# Aramidopsis plateni
Aramidopsis plateni е вид птица от семейство Rallidae, единствен представител на род Aramidopsis. Видът е световно застрашен, със статут Уязвим.

## Разпространение
Видът е разпространен в Индонезия.